# Librairie numérique
 (mai 2015).
Si vous disposez d'ouvrages ou d'articles de référence ou si vous connaissez des sites web de qualité traitant du thème abordé ici, merci de compléter l'article en donnant les références utiles à sa vérifiabilité et en les liant à la section « Notes et références ».
 (mai 2015).

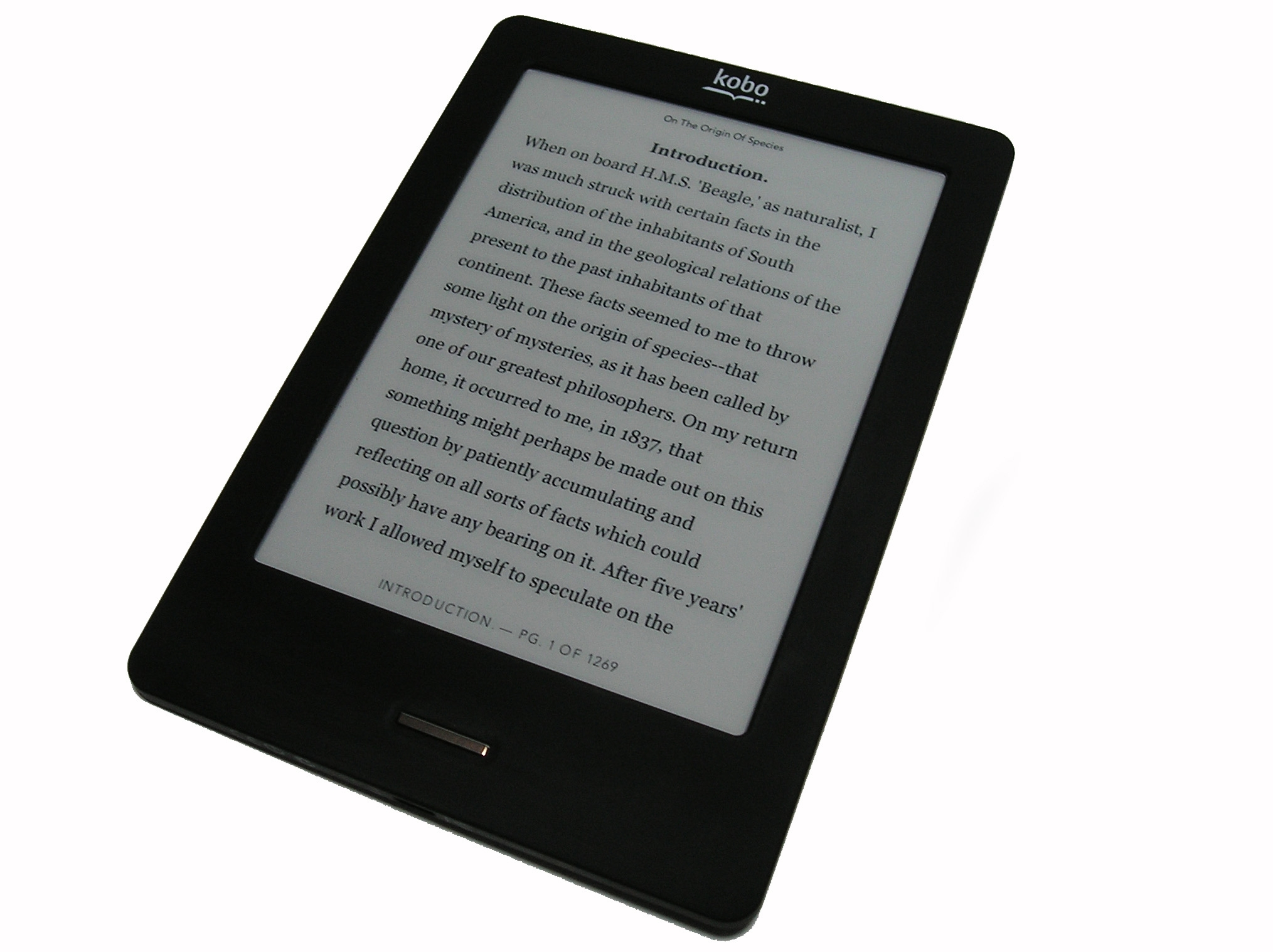
Une liseuse Kobo

Une librairie numérique (ou cyber-librairie ou e-librairie) est une librairie qui permet l'acquisition d'un livre (papier et/ou numérique), depuis un site web ou via une application mobile. 
La plupart des e-librairies proposent seulement l'achat mais quelques-unes se sont lancées dans une offre d'abonnement à des ebooks comme YouScribe ou Iznéo voire de revente (7Switch). 

## Cas particulier du livre numérique
Les livres numériques sont - le plus souvent - une version numérique du livre papier équivalent (Homothétique). Antérieurement, les livres étaient scannés, passés par un système OCR, corrigés, avant publication électronique. C'est toujours le cas pour la reprise de livres anciens.

Techniquement parlant, c'est actuellement une version préalable à l'édition papier, les imprimeries modernes utilisant comme source primaire - le plus souvent - un pdf d'impression.

Les techniques préalables à l'impression numérique permettent aussi bien l'impression papier classique que la publication de livres numériques (ebook).

Les formats normalisés sont principalement l'epub et le pdf.

Les systèmes de DRM perturbent le schéma d'acquisition (risques de perte, impossibilité de vendre, environnements spécifiques, …) rendant la perennité des acquisitions incertaine avec une efficacité variable.

## Librairies numériques
| Librairie               | Offre                                                 | Formats                          | Acquisition                | Accès                       | Plateformes dédiées                     | Protection                      | Aff. Protec | Langues                              | Paiement                    | Biblio    | Reco                 | Eval.                | Auto Pub. | Label | Extraits |
| ----------------------- | ----------------------------------------------------- | -------------------------------- | -------------------------- | --------------------------- | --------------------------------------- | ------------------------------- | ----------- | ------------------------------------ | --------------------------- | --------- | -------------------- | -------------------- | --------- | ----- | -------- |
| 7Switch (ex Immateriel) | Livres                                                | epub, pdf, mobi, streaming       | Achat, Abo.                | DL, Web                     | /                                       | Sans, Watermark, DRM Adobe      | Oui         | Français                             | Paypal, CB                  | Oui       | Non                  | Notes, Com.          | Non       | Non   | Oui      |
| Amazon                  | Livres                                                | mobi, azw, kf8, papier, audio    | Achat, abonnement          | DL, Web                     | Liseuses, Tablettes, Androïd, Apple, PC | Sans, DRM Amazon                | Non         | International                        | CB                          | Oui       | Oui                  | Notes, Com.          | Oui       | Non   | Oui      |
| Avecomics               | BD                                                    | formats                          | Achats                     | Appli, Appli DL             | PC, Andoïd, Apple, Blackberry           | Web                             | /           | Français                             | CB                          | Oui       | Non                  | Non                  | Non       | Oui   | Non      |
| BDFolies                | BD                                                    | Flash                            | Abonnement                 | Flash                       | Lecteur Flash                           | Web                             | /           | Français                             | FAI, Paypal/ CB             | Oui       | Non                  | Non                  | Non       | Oui   | Oui      |
| Bookeen Store           | Livres                                                | epub, pdf, streaming             | Achat                      | DL                          | /                                       | Sans, Watermark, DRM Adobe      | Oui         | Français                             | CB                          | Oui       | Non                  | Oui                  | Non       | Non   | Oui      |
| Cyberlibris             | Livres                                                | streaming, Flash, Html           | Abonnement                 | Web, streaming              | PC, Mac, Iphone, Ipad, Android...       |                                 |             | Français, Anglais, Espagnol          | CB, Virement                | Oui       | Oui                  | Commentaires, Scores | Non       | Oui   | Oui      |
| Darty Books             | Livres                                                | epub, pdf                        | Achat                      | DL                          | /                                       | Sans, DRM Adobe                 | Oui         | Français                             | CB                          | Oui       | Oui                  | Non                  | Non       | Oui   | Oui      |
| Decitre                 | Livres                                                | Papier, epub, pdf                | Achat                      | DL                          | TEA                                     | Sans, Watermarks, DRM Adobe     | Oui         | Français                             | CB, Paypal, Cheque          | Oui       | Oui                  | Notes, Avis          | Non       | Non   | Oui      |
| eMaginaire              | Livres                                                | epub, pdf                        | achats                     | Web                         | Liseuses, Tablettes, Androïd, Apple, PC | Sans, Watermark, DRM Adobe      | Oui         | Français, Anglais                    | CB                          | Oui       | Non                  | Notes, Comm          | Non       | Non   | Non      |
| ePagine                 | Livres                                                | epub, pdf                        | Achat                      | DL,                         | /                                       | Sans, Watermark, DRM Adobe      | Oui         | Français, Anglais                    | CB                          | Oui       | Non                  | Note uniquement      | Non       | Non   | Oui      |
| Feedbooks               | Livres                                                | epub / epub, mobi, pdf           | Achat                      | DL                          | Flux OPDS                               | Sans, Watermark, DRM Adobe      | Oui         | Français, Anglais, Italien, Espagnol | CB                          | Oui, OPDS | Non                  | Commentaires         | Non       | Non   | Non      |
| Fnac                    | Livres, BD                                            | Papier, Epub, pdf, streaming(BD) | Achat                      | DL (livres), Streaming (BD) | Liseuses, Tablettes, Androïd, Apple, PC | Sans, DRMs                      | Oui         | Français, Anglais                    | CB, CC                      | Oui       | Recos Personnalisées | Évaluations          | Oui, Kobo | Non   | Oui      |
| iTunes Store            | livres, BD, livre-applis                              | epub, audio, applis              | Achat                      | DL, appli                   | iPhone, iPod, iPad, iPad Mini           | Sans, DRM Apple                 | Oui         | International                        | CB, Cartes iTunes/ AppStore | Oui       | Non                  | Note/Commentaire     | Oui       | Non   | Oui      |
| Kobo                    | Livres, BD                                            | Epub, pdf, streaming(BD)         | Achat                      | DL (livres), Streaming (BD) | Liseuses, Tablettes, Androïd, Apple, PC | Sans, DRMs                      | Oui         | FR, ENG, IT, NL, PT, ES, DE...       | CB, Paypal, CC              | Oui       | Recos Personnalisées | Évaluations          | Oui, Kobo | Non   | Oui      |
| lalibrairie             | Livres, BD                                            |                                  | Achat                      |                             |                                         |                                 |             |                                      | CB                          |           |                      |                      |           |       |          |
| Librairie CTAD          | Livre                                                 | PDF, epub                        | Achat                      | Web                         | Navigateur                              |                                 |             | Français, English                    | CB, Mobile Money            |           |                      | Note/ Commentaire    | Oui       |       | Oui      |
| YouScribe               | Livres, BD, Ebooks, livres audio, presse et documents | Epub, PDF, Doc, PPT, etc.        | Abonnement, achat, gratuit | STR, Web, DL                | iOS, Androïd, Navigateur                | Streaming, DRM Adobe, DRM, Sans | /           | Français, Anglais et Arabe           | Carte bancaire              | Oui       | Oui                  | Notes, comm.         | Oui       | Oui   | Oui      |
| Numilog                 | livres                                                | epub, pdf, audio (MP3, WMA)      | Achat                      | DL, Web                     | appli androïd, apple                    | Sans, Watermark, DRM Adobe      | Oui         | FR, ENG, ES, po                      | CB                          | Oui       | Oui                  | Commentaires         | Oui       | Oui   | Oui      |
| Youboox                 | Livres, BD, Magazines                                 | Streaming                        | Abonnement, Freemium       | STR, Web                    | iOS, Androïd, Navigateur                | Streaming                       | /           | Français, International              | CB, iTunes/ AppStore        | Non       | Oui                  | Notes, Com.          | Non       | Oui   | Oui      |
| storyplayr              | Albums jeunesse                                       | /                                | Abonnement                 | Offline                     | iPad                                    | Cryptage                        | /           | Français                             | /                           | Non       | Oui                  | -                    | Non       | Oui   | Non      |